# 1. Lig 1973-74
La 1. Lig 1973-74 fue la 16.ª temporada del fútbol profesional en Turquía.

## Tabla de posiciones
|     | Equipo          | PJ | PG | PE | PP | GF | GC | DG  | Pts | Notas                               |
| --- | --------------- | -- | -- | -- | -- | -- | -- | --- | --- | ----------------------------------- |
| 1.  | Fenerbahçe      | 30 | 15 | 13 | 2  | 39 | 15 | +24 | 43  | Copa de Campeones de Europa 1974-75 |
| 2.  | Beşiktaş        | 30 | 13 | 14 | 3  | 34 | 19 | +15 | 40  | Copa de la UEFA 1974-75             |
| 3.  | Boluspor        | 30 | 12 | 15 | 3  | 33 | 21 | +12 | 39  | Copa de la UEFA 1974-75             |
| 4.  | Eskişehirspor   | 30 | 14 | 8  | 8  | 34 | 24 | +10 | 36  | Copa de los Balcanes 1975           |
| 5.  | Galatasaray     | 30 | 13 | 9  | 8  | 29 | 16 | +13 | 35  |                                     |
| 6.  | Altay           | 30 | 11 | 9  | 10 | 25 | 22 | +3  | 31  |                                     |
| 7.  | Adanaspor       | 30 | 8  | 13 | 9  | 20 | 26 | -6  | 29  |                                     |
| 8.  | Samsunspor      | 30 | 10 | 8  | 12 | 24 | 30 | -6  | 28  |                                     |
| 9.  | Bursaspor       | 30 | 8  | 12 | 10 | 19 | 25 | -6  | 28  | Recopa de Europa 1974-75            |
| 10. | Adana Demirspor | 30 | 9  | 9  | 12 | 19 | 21 | -2  | 27  |                                     |
| 11. | Kayserispor     | 30 | 8  | 11 | 11 | 18 | 24 | -6  | 27  |                                     |
| 12. | Giresunspor     | 30 | 8  | 10 | 12 | 28 | 32 | -4  | 26  |                                     |
| 13. | Göztepe AŞ      | 30 | 8  | 10 | 12 | 24 | 28 | -4  | 26  |                                     |
| 14. | MKE Ankaragücü  | 30 | 10 | 6  | 14 | 28 | 36 | -8  | 26  |                                     |
| 15. | Mersin          | 30 | 8  | 6  | 16 | 15 | 27 | -12 | 22  | Descendido a la 2. Lig              |
| 16. | Vefa            | 30 | 5  | 7  | 18 | 16 | 39 | -23 | 17  | Descendido a la 2. Lig              |

|                                   |
| Campeón Fenerbahçe SK 7.mo título |